# Eduardo Rios Filho
Eduardo Rios Filho (Salvador, 1900 - Rio de Janeiro, 19 de setembro de 1981) foi um engenheiro e político brasileiro.
Foi ministro da Educação e Saúde no Governo Gaspar Dutra, de 15 de maio a 4 de agosto de 1950.